# Varietät (Biologie)
Die Varietät (lateinisch varietas, abgekürzt var.) ist in der Biologie eine taxonomische Rangstufe, die heute nur noch in der Botanik und der Mykologie verwendet wird. Die Varietät ist eine sekundäre Rangstufe zwischen Unterart und Form und wird für Populationen verwendet, die sich nur geringfügig vom Typus unterscheiden. Früher waren auch die Begriffe Abart bzw. Spielart (lateinisch aberratio, abgekürzt ab.) gebräuchlich.
Wird eine Varietät nochmals untergliedert, spricht man von Subvarietäten (abgekürzt subvar.)

## Botanik
Eine Varietät umfasst nach heutiger Auffassung mehrere Populationen, die in einzelnen oder sehr wenigen Merkmalen von der Typusform abweichen, im Gegensatz zur Unterart allerdings kein eigenes Areal besitzen. So unterscheiden sich die beiden Varietäten des Echten Kerbel (Anthriscus cerefolium) nur in der Behaarung der Früchte und in Geschmacks-Nuancen.
Häufig ist eine Varietät keine natürliche Verwandtschaftsgruppe, sondern umfasst eine Gruppe von zwar auffallenden, aber taxonomisch wenig relevanten Merkmalen. Sehr oft haben sie weder ein eigenes Areal noch verfügen sie über eine spezifische Standortsbindung. Die biologische Bedeutung der Merkmale und damit der Varietät ist daher häufig unklar.

## Zoologie
Gemäß Artikel 45.6.3 und 4 ICZN sind Varietäten, die vor 1961 als solche publiziert wurden, heute als Unterart zu werten. Beschreibungen nach 1960 liegen gemäß Artikel 15.2 als unterhalb der Unterart befindlich außerhalb des Geltungsbereichs des Codes. In der Zoologie und Humanbiologie finden heute die Begriffe genetische Variation und Modifikation Verwendung.

## Geschichte
Das lateinische Wort varietas wurde bereits lange vor Linné in der Systematik mit der Bedeutung „Vielfalt, Abwandlung, Veränderung“ verwendet. Damit wurden kleine Abweichungen vom Idealtypus der Art bezeichnet. Generell taten sich die frühen Taxonomen mit der Variation schwer, war ihr Artbegriff doch ein essentialistischer, und nicht vom Populationsdenken geprägt.
Carl von Linné war der erste, der das Konzept der Varietät formalisiert hat. Bei ihm und anderen frühen Taxonomen war die Varietät die einzige Rangstufe unterhalb der Art. Generell waren Linné Varietäten unwichtig, erachtete sie eher als reversible Modifikationen. 
Linnés Varietät umfasste jedoch eine sehr heterogene Gruppe von Abweichungen von den Typusmerkmalen. Er fasste hier mindestens vier unterschiedliche Phänomene zusammen: nichtgenetische Modifikationen durch Unterschiede in Ernährung, Klima usw.; Rassen von Haustieren und Nutzpflanzen; genetisch fixierte Variation innerhalb einer Population, sowie geographische Rassen. Es waren also erbliche wie nicht erbliche Eigenschaften, Unterschiede zwischen Individuen wie zwischen Populationen. In seiner Philosophia Botanica (1751) schrieb er beispielsweise im Abschnitt über die Pflanzen die Varietät dem Einfluss des Klimas oder des Bodens zu, die in anderem Klima oder Boden wieder verschwinden würde. Im Abschnitt über die Tiere stellte er die erblichen Merkmale der Zuchtrassen ebenfalls als Varietäten dar. Varietätsnamen wurden häufig durch griechische Buchstaben gekennzeichnet und an den Artnamen angehängt. Die Varietät war lange Zeit die wichtigste Rangstufe unterhalb der Art.
Früh, wie bereits bei Linné angedeutet, trennte sich die Bedeutung der Varietät in Zoologie und Botanik. Zoologen verwendeten Varietät lange für geographische Rassen, während die Botaniker damit kultivierte Varietäten oder Varianten innerhalb einer Population bezeichneten.
Etwa Mitte des 19. Jahrhunderts begann sich in der Zoologie die begriffliche Trennung in Unterart für geographische Rassen und Varietäten für Varianten innerhalb einer Population durchzusetzen. Infolgedessen verschwand in der Zoologie der Begriff Varietät weitgehend aus der Taxonomie und wird nur in manchen Bereichen für individuelle Varianten verwendet. Auch in der Botanik löste die Unterart die Varietät als wichtigste Rangstufe unterhalb der Art ab, blieb jedoch in der oben beschriebenen Bedeutung erhalten. In Nordamerika hat sich in der Botanik allerdings die Varietät in der gleichen Bedeutung wie die Unterart weitgehend erhalten.